# Чрешнєвці
Чрешнєвці (словен. Črešnjevci) — поселення в общині Горня Радгона, Помурський регіон, Словенія. Висота над рівнем моря: 226,7 м.